# ワライカモメ
ワライカモメ（笑鴎、学名:Leucophaeus atricilla）は、チドリ目カモメ科に分類される鳥類の一種。英名のLaughing Gullは、鳴き声が人間の笑い声に似ていることからついた。和名は英名をそのまま訳したもの。

## 分布
アメリカ東海岸からカリブ海周辺、ベネズエラまでにおいて繁殖する。冬期はブラジルや南アメリカの太平洋側（チリ付近まで）に渡り越冬する。
日本では迷鳥として、2000年に火山列島の硫黄島と愛知県で記録されているほか、2010年5月に青森県で記録がある。

## 形態
全長約40cm。夏羽は頭部が黒く、背中や翼上面は濃青灰色で体の下面と尾は白色である。嘴と足は赤色。冬羽では頭部は白く、目の周囲から後頭部にかけて黒斑が散らばっている。嘴と足はやや黒ずんでいる。雌雄同色である。

## 分類
本種は以前はカモメ属（Larus）に分類されていたが、2005年の分子系統研究により、従来のカモメ属が単系統群ではないことが指摘され、新たにワライカモメ属（Leucophaeus）に分類されることになった。

## 類似種と識別点
ユリカモメと似ているが、本種の方が嘴や足、頸が長い。また、翼の上面の色が濃いことで識別できる。